# L'Ironie du sort, la suite
Série
L'Ironie du sort
(1975)
Pour plus de détails, voir Fiche technique et Distribution.
L'Ironie du sort, la suite (Ирония Судьбы. Продолжение) est un film russe réalisé par Timour Bekmambetov et sorti le 21 décembre 2007. C'est la suite du film soviétique L'Ironie du sort (1975) d'Eldar Riazanov.
Ce film constitue à la fois la suite et le remake du film original qui parle des enfants des héros : les personnages principaux du premier film ont eu des enfants et, dans la suite de l'histoire, ils ont les mêmes problèmes que leurs parents. La vieille histoire est donc adaptée au nouveau contexte.
Le film a été annoncé en 2005 pour célébrer le 30e anniversaire du film original de Riazanov dont le scénario avait été écrit par Émile Braguinski.

## Fiche technique
Sauf indication contraire, les informations mentionnées dans cette section peuvent être confirmées par la base de données cinématographiques IMDb,  présente dans la section « Liens externes ».
- Titre français : L'Ironie du sort, la suite[2]
- Titre original russe : Ирония Судьбы. Продолжение[3]
- Réalisation : Timour Bekmambetov, Anatoli Maksimov
- Scénario : Timour Bekmambetov, Alexeï Slapovski (ru)
- Photographie : Sergueï Trofimov (ru)
- Montage : Dmitri Kiseliov (ru)
- Musique : Iouri Poteïenko, Mikaël Tariverdiev
- Sociétés de production : Bazelevs, Mosfilm
- Pays de production :  Russie
- Langue originale : russe
- Format : Couleur
- Durée : 115 minutes
- Genre : Comédie
- Dates de sortie :
  - Russie : 21 décembre 2007

## Distribution
- Constantin Khabenski : Konstantin Loukachine, fils d'Evgueni Loukachine et Galia
- Elizaveta Boïarskaïa : Nadejda Hippolytovna, fille de Nadejda Vassilievna et Hippolyte Georguevitch
- Sergueï Bezroukov : Irakli Ismaïlov, fiancé de Nadejda Hippolytovna
- Andreï Miagkov : Evgueni Loukachine
- Barbara Brylska : Nadejda Vassilievna Cheveleva
- Youri Yakovlev : Hippolyte Gueorguievitch
- Mikhaïl Efremov : père Noël
- Evguenia Dobrovolskaïa : Snégourotchka
- Valentina Talyzina : Valia, meilleure amie de Nadejda Vassilievna
- Alexandre Schirwindt : Pavlik, ami d'Evgueni Loukachine
- Aleksandr Beliavski : Sacha
- Viktor Verjbitski : homme attendant le bus
- Roman Madianov : major de milice Mamontov
- Eldar Riazanov : passager dans l'avion
- Konstantin Mourzenko (ru) : sergent Bykov
- Anna Semenovich : femme avec enfant
- Igor Savotchkine : Nikolaï, garde-frontière
- Nina Rouslanova : Lada Viktorovna, voisine
- Inga Oboldina (ru) : chauffeur de taxi
- Ville Haapasalo (en) : finlandais arrêté par la milice
- Aleksandr Zouïev (ru) : Valéry, collègue de travail d'Irakli
- Dato Bakhtadze : Arthur, voisin
- Alla Pougatcheva : au chant
- Kristina Orbakaitė : au chant

## Accueil
Le film a rapporté plus de 55 millions de dollars et a été reconnu comme étant le plus rentable de l'année 2007 en Russie et CEI.